# 李綺 (明朝)
李綺（？—1649年），字友三，直隸松江府華亭縣（今上海市松江區）人，明朝、南明政治人物。

## 生平
李綺本姓錢，崇禎九年（1636年）丙子科舉人，十三年（1640年）庚辰科進士，工部观政，獲授廣東瓊山知縣，永曆初年轉為廣東督學副使。丁魁楚把持朝政，他上疏彈劾丁魁楚欺君誤國、玩兵害民、敗壞綱紀，並且喪身辱國；若不立刻改正，很快就會滅亡。他對永曆帝朗誦奏章內文，丁魁楚認罪，命他降三級用，因此夜行到廉州。李成棟反正，擢升李綺為太僕卿。廣東再次失陷，他被擒，獻金十多萬之後身死。

## 引用
1. ↑  《崇禎十三年庚辰科進士三代履歷》：李绮，曾祖焕然，诰赠文林郎；祖可教，诰封文林郎；父逢时，生员。友三，书二房，己酉年五月初十日生，上海籍华亭县人，丙子五十三名，会试二百九十名，三甲一百九十八名。工部观政。
2. 1 2  錢海岳《南明史·卷五十七·列傳第三十三》：（李）綺，字友三，嵩江華亭人。崇禎十三年進士。授瓊山知縣。永曆初，遷廣東督學副使。
3. ↑  光緒《重修華亭縣志·卷十二·人物一》：（崇禎）丙子科 章曠榜……錢綺 後復姓李，見進士
4. ↑  錢海岳《南明史·卷五十七·列傳第三十三》：丁魁楚專政，疏參欺君誤國、玩兵害民、敗羣亂嘗、罔神蔑誓，並且喪身辱祖。若不改轍，覆亡立俟。面上朗誦，魁楚引罪。命綺降三級用，遂宵入廉州。反正，擢太僕卿。廣東再陷，被執，獻金十餘萬，死。